# Spodolepis demorsaria
Spodolepis demorsaria là một loài bướm đêm trong họ Geometridae.